# Aire urbaine de Quimper
L'aire urbaine de Quimper est une aire urbaine française constituée autour d'unité urbaine de Quimper, dans le Finistère. Composée de 21 communes, ses 126 730 habitants faisaient d'elle, en 2014, la 73e aire urbaine française.

## Composition
Dans la délimitation de la France urbaine effectuée en 2010 par l'INSEE, trois communes quittent l'aire urbaine de Quimper pour celle de Pont-l'Abbé.

## Caractéristiques en 1999
D'après la délimitation établie par l'INSEE, l'aire urbaine de Quimper est composée de 24 communes, toutes situées dans le département du Finistère. 
Quatre des communes de l'aire urbaine font partie de son pôle urbain, qui est ici l'unité urbaine (couramment : agglomération) de Quimper.
Les vingt autres communes, dites monopolarisées se répartissent entre 13 communes rurales et 7 communes urbaines, dont 
- 2 sont des ‘’villes isolées’’ (unités urbaines d’une seule commune) : Combrit et Saint-Evarzec ;
- 2 forment l’unité urbaine de Bénodet : Bénodet et Clohars-Fouesnant ;
- 3 forment l’unité urbaine de Fouesnant :   Fouesnant, La Forêt-Fouesnant et Pleuven.

L'aire urbaine de Quimper appartient à l'espace urbain du Sud-Finistère.
Le tableau suivant détaille la répartition de l'aire urbaine sur le département (les pourcentages s'entendent en proportion du département) :
| Département | Communes | Communes (%) | Superficie (km²) | Superficie (%) | Population (2011) | Population (%) |
| ----------- | -------- | ------------ | ---------------- | -------------- | ----------------- | -------------- |
| Finistère   | 24       | 8,5          | 641,22           | 9,5            | 131 022           | 14,6           |

En 2006, la population s’élevait à 128 431 habitants.

## Aire urbaine selon les délimitations de 2010
D'après la délimitation établie par l'INSEE, l'aire urbaine de Quimper est composée de 21 communes, toutes situées dans le département du Finistère.
| Code INSEE | Commune                 | Superficie (en km²) | Population (2015) | Densité (hab./km²) |
| ---------- | ----------------------- | ------------------- | ----------------- | ------------------ |
| 29006      | Bénodet                 | 10,53               | 3 505             | 332,9              |
| 29032      | Clohars-Fouesnant       | 13,02               | 2 043             | 156,9              |
| 29049      | Elliant                 | 70,30               | 3 175             | 45,2               |
| 29051      | Ergué-Gabéric           | 39,87               | 8 290             | 207,9              |
| 29057      | La Forêt-Fouesnant      | 18,53               | 3 289             | 177,5              |
| 29058      | Fouesnant               | 32,76               | 9 569             | 292,1              |
| 29060      | Gouesnach               | 17,07               | 2 752             | 161,2              |
| 29065      | Gourlizon               | 9,91                | 898               | 90,6               |
| 29066      | Guengat                 | 22,72               | 1 755             | 77,3               |
| 29106      | Landrévarzec            | 20,32               | 1 827             | 89,9               |
| 29107      | Landudal                | 17,00               | 879               | 51,7               |
| 29110      | Langolen                | 17,00               | 868               | 51,1               |
| 29161      | Pleuven                 | 13,69               | 2 797             | 204,3              |
| 29167      | Plogastel-Saint-Germain | 31,39               | 1 902             | 60,6               |
| 29169      | Plogonnec               | 54,14               | 3 126             | 57,7               |
| 29170      | Plomelin                | 26,08               | 4 202             | 161,1              |
| 29173      | Plonéis                 | 21,99               | 2 307             | 104,9              |
| 29216      | Pluguffan               | 32,09               | 4 005             | 124,8              |
| 29232      | Quimper                 | 84,45               | 63 508            | 752                |
| 29247      | Saint-Évarsec           | 24,65               | 3 532             | 143,3              |
| 29272      | Saint-Yvi               | 27,05               | 3 057             | 113                |
|            | Total                   | 604,56              | 127 286           | 210,5              |